# Kailash

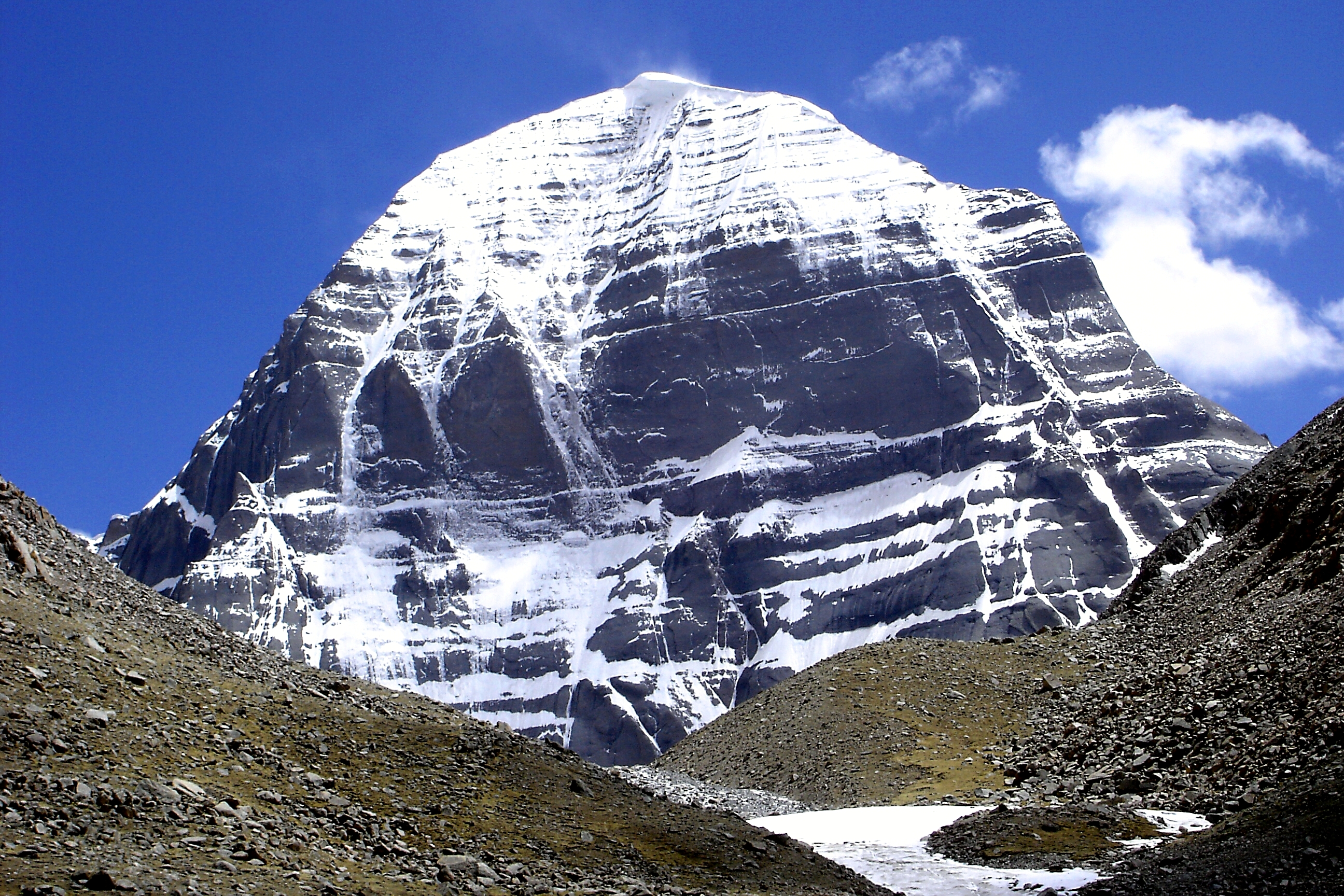
Cara nord del Kailash

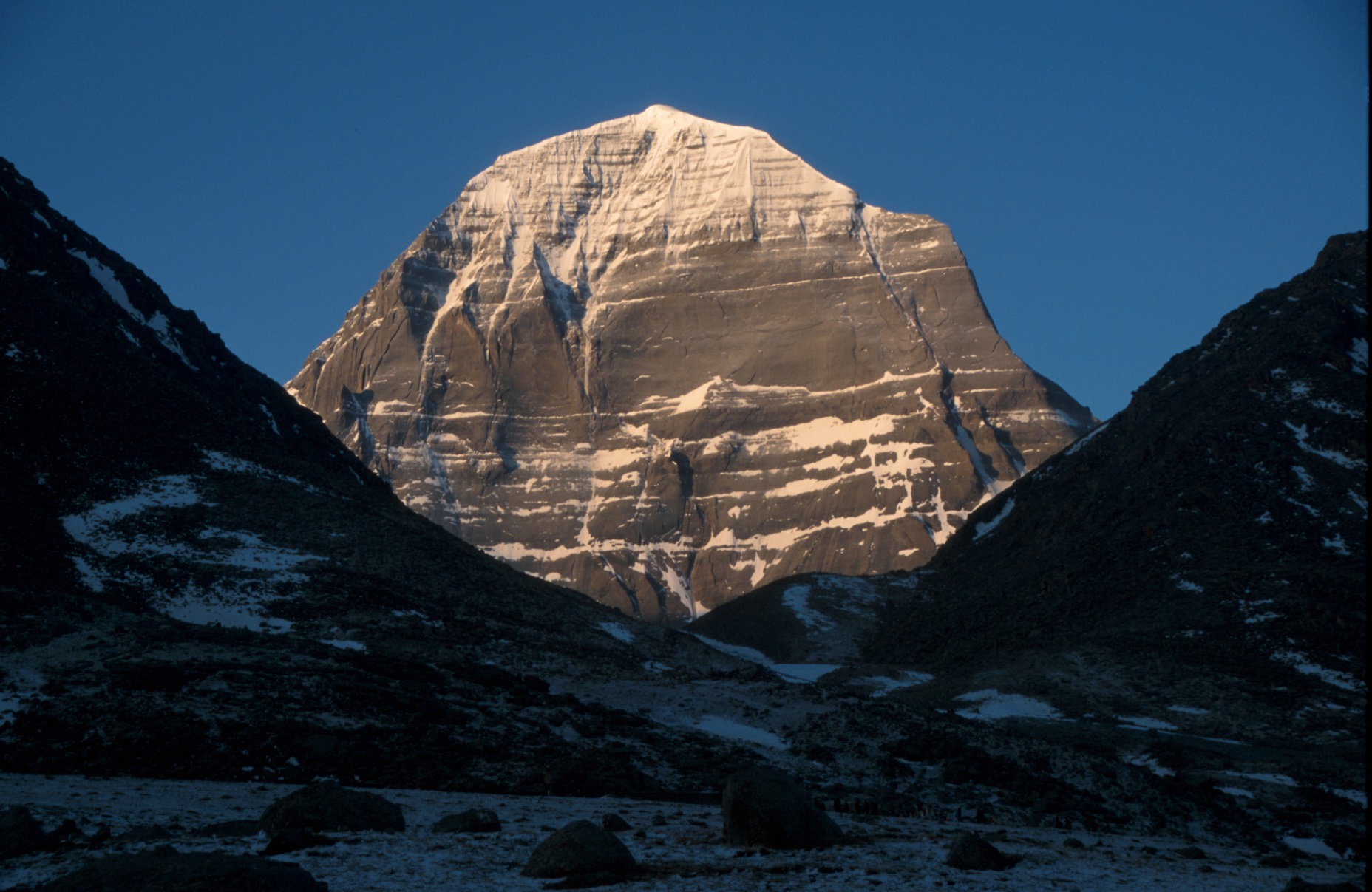
Una altra vista del Kailash

El Kailash o Kailas (en tibetà: གངས་རིན་པོ་ཆེ, Gang Rinpoche; xinès: 冈仁波齐峰, Gāng rén bō qí fēng; sànscrit: कैलाश पर्वत, Kailāśā Parvata) és una muntanya de l'Himàlaia al grup de les muntanyes Gangdisê al Tibet prop de les fonts de l'Indus i el Sutlej i també prop de les fonts del Brahmaputra i el Karnali (afluent del Ganges). Té 6.638 m d'altura i neu permanent al cim.
La paraula Kailāśā vol dir "cristall" en sànscrit. El nom tibetà de la muntanya és Gangs Rin-po-che, "joia preciosa de les neus" o Tisé; en la tradició jainista es coneix com a Ashtapada.
És una muntanya sagrada dels hindús, budistes, jainistes, attavazhis i böns. Els hindús el consideren la llar de Xiva. A la vora hi ha els llacs Manasarowar i Rakshastal. Aquesta muntanya no s'escala per deferència als budistes i hinduistes i no consta cap intent de coronar el seu cim.

## Significats religiosos

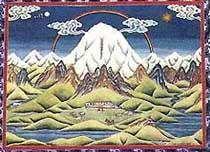
Thangka tibetà mostrant el mont Kailash

Actualment el mont de Kailash es troba a la Regió Autònoma del Tibet fora del territori de l'Índia. Aquesta muntanya està situada a la vora del llac de Mansarovar, un lloc molt important de pelegrinatge i tots dos tenen un significant religiós profund com a llocs de puresa. Segons la religió hindú la muntanya de Kailash és la residència de Shiva i Parvati.
El mont Kailash també és un lloc sagrat del budisme tibetà, relacionat amb el buda Demchok o Demchog (també conegut com a Chakrasamvara) que reprenta la suprema felicitat. Els pelegrins hindús i budistes fan la circumval·lació de la muntanya en el sentit de les agulles del rellotge, seguint un camí que fa un total de 52 km. Pels pelegrins que van al llac Mansarovar, és molt important poder veure aquesta muntanya, cosa que no és sempre possible degut a les condicions meteorològiques sovint adverses. Aquesta muntanya també és un lloc molt sagrat per als adeptes del jainisme i del Bön, religió tibetana anterior al budisme.